# Casa Fuster (Valls)
La Casa Fuster és un edifici del municipi de Valls (Alt Camp) protegit com a Bé Cultural d'Interès Local.

## Descripció
Es tracta d'un edifici entre mitgeres ubicat en cantonada. Consta de planta baixa, entresòl i dos pisos, separats per impostes (la del segon pis amb una banda ornamentada amb temes florals) i acabament amb cornisa i barana de pedra. A la part inferior hi ha dues portes amb llinda de fusta, damunt les quals una cornisa ressegueix els dos balcons de l'entresòl, inserits en una estructura compositiva que connecta amb els brancals de les portes i acabada en arc rebaixat amb inscripcions. Els balcons tenen porta rectangular ornamentada amb motllura simple. Són de ferro colat arrodonits als angles. L'obra és de pedra amb arrebossat i forma carreus de dos tipus: els de la planta baixa i entresòl són més grans que els de la resta de l'edifici. L'altra façana és bombada, amb finestres.

## Història
L'origen de l'edifici es remunta al segle xiv. En aquell temps, la família Sitjó hi tenia la seva casa pairal, una de les més espaioses de Valls, situada junt la porta de Sant Francesc (antic portal de Llobets). Segons la tradició, s'hi hostatjà el cardenal Folch, de la família Cardona, que posteriorment va ser canonitzat amb el nom de Sant Ramon Nonat. Al segle xvi hi habità, quasi 10 anys, el mestre d'obres Bartomeu Roig, mentre treballava en la construcció de l'església parroquial. Al segle XXI ja era coneguda com a "Casa Fuster", nom de la família que l'ocupava. Dues inscripcions donen testimoni de les dues èpoques principals en la història de l'edifici: 1347 i 1885. Actualment és un edifici d'habitatges.